# Ehrwald
Ehrwald är en ort och kommun i förbundslandet Tyrolen i Österrike. Kommunen har 2 599 invånare (2024), på en yta av 49,44 km².
Kommunen gränsar till Tyskland. Berget Zugspitze ligger på gränsen mellan Ehrwald och Tyskland.